# Белевехчево
Белевѐхчево е село в Югозападна България. То се намира в община Сандански, област Благоевград.

## География
Село Белевехчево се намира в планински район.

## Етимология
Името произлиза от старобългарското  – „село“. Сравними са Долгаец и Вевчани. Началното име е Бѣловьсцьво, което е производно от   + . От него произлиза формата Бѣловьсьц с асимилация Беловесец > Белевесец.

## История
Църквата „Свети Георги“ е от средата на XIX век. От 1865 до 1873 година в селото съществува килийно училище, в което преподава поп Андон Анастасов. В „Етнография на вилаетите Адрианопол, Монастир и Салоника“, издадена в Константинопол в 1878 година и отразяваща статистиката на населението от 1873 година, Белевесчево (Bélévestchévo) е посочено като село с 32 домакинства и 100 българи.
В 1891 година Георги Стрезов пише за селото:
| „ | Беливещево, село със същото местоположение като Джигурово и Поленица; на другия бряг от реката срещу Джигурово. Пада се на СЗ от Мелник, 2 часа. Път различен; ту равен, ту стръмен. Гръцка църква и училище. Място бигорово; нивята им са в Орман чифлик, до Струма. 60 къщи, само българе. | “ |

Към 1900 година според статистиката на Васил Кънчов („Македония. Етнография и статистика“) населението на Бѣлебезчево е 340 души, всички българи-християни.
В селото е организиран комитет на ВМОРО, в който влизат Никола М. Дековски, Георги и Костадин Точеви, Георги Стойчев Точев и Костадин Атанасов Точев. Гоце Делчев поддържа връзки с Никола Дековски, а ръководителят на Серски окръг Яне Сандански отсяда в къщата на Атанас Точев. Трима души от Белевехчево влизат с четата на Сандански – Георги Янев Волугаро, Аврам Ангелов Геренски и Стефан Илиев Угринов. На убития на 15 юни 1901 година Никола Дековски, по-късно в селото е поставен паметник.
При избухването на Балканската война тринадест души от Белевехчево са доброволци в Македоно-одринското опълчение.

## Население

### Етнически състав
Преброяване на населението през 2011 г.
Численост и дял на етническите групи според преброяването на населението през 2011 г.:
|                     | Численост |
| Общо                | 1         |
| Българи             | -         |
| Турци               | -         |
| Цигани              | -         |
| Други               | -         |
| Не се самоопределят | -         |
| Неотговорили        | -         |

## Личности
Родени в Белевехчево
- Аврам Ангелов, македоно-одрински опълченец, 30 (32)-годишен, земеделец, ІІІ (ІV отделение), четата на Яне Сандански, 1 рота на 13 кукушка дружина[12]
- Костадин Точев (1880 – ?), български революционер от ВМОРО
- Стоян Неделчев (1866 – ?), учил в Солунската българска мъжка гимназия, в 1893 година завършил химия в Софийския университет[13]